# 龔鯤 (南海縣知縣)
龔鯤，江苏江宁人，清朝政治人物。举人出身。

## 生平
嘉庆四年（1799年），擔任清朝廣州府新安縣知縣。后由孫樹新接任。
嘉庆十九年（1814年），擔任清朝廣州府南海縣知縣。后由閏棆閣接任。